# Rue La Noue-Bras-de-Fer
Pour les articles homonymes, voir La Noue (homonymie) et Bras de Fer (homonymie).
La rue La Noue-Bras-de-Fer est une voie publique de Nantes, en France. Urbanisée au XIXe siècle, cette ancienne aire de pâturage de la Prairie au Duc héberge de nombreux bâtiments industriels (Ateliers et chantiers de Bretagne, Alsthom, etc.). Après la désindustrialisation entamée dans les années 1980, la voie connaît un renouveau au début du XXIe siècle, et les nombreuses réalisations architecturales en modifient radicalement l'aspect.

## Situation et accès
Située dans le quartier de l'île de Nantes, cette artère rectiligne, longue de près de 600 mètres, qui est dans sa quasi-totalité bitumée et ouverte à circulation routière, relie le boulevard Léon-Bureau à la rue Alain-Barbe-Torte. Elle rencontre successivement la rue Sourdéac, l'Allée Andrée-Putman, les rues Arthur-III et Olympe-de-Gouges, l'allée Frida-Kahlo, les rues de l'Île-Mabon, de l'Angélique-des-Estuaires et la place des Érables. Au nord-est de cette dernière, une voie de desserte permet de rejoindre le quai François-Mitterrand.

## Origine du nom

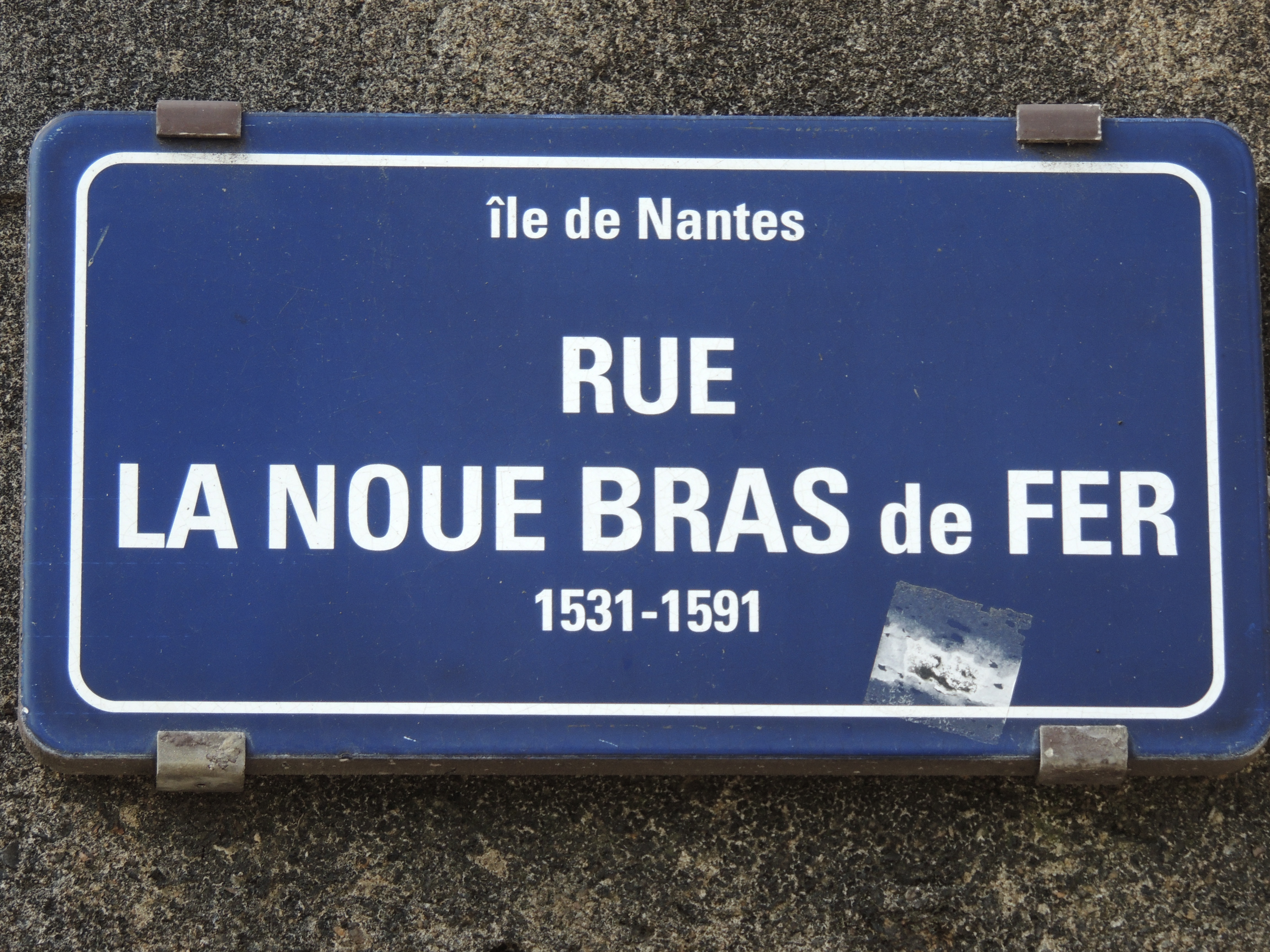
Plaque apposée sur le blockhaus DY10

La voie est baptisée en l'honneur de François de La Noue (1531-1591), dit « Bras de fer » en référence à la prothèse qu'il a portée à partir de 1570 après avoir été amputé d'un bras à la suite d'un combat, capitaine huguenot durant les guerres de Religion, qui naquît au château de la Gascherie à La Chapelle-sur-Erdre.

## Historique
La voie, aménagée sur des terrains privés appartenant à la famille Pelloutier, est classée dans le domaine public le 12 octobre 1861.
D'abord appelée « Lanoue-Bras-de-Fer », la rue change de dénomination pour se rapprocher de la graphie du nom propre dont elle est issue. Cette décision est confirmée par une délibération du conseil municipal du 14 décembre 2018.
À l'origine, son tracé était légèrement différent de ce qu'il est aujourd'hui. En effet, sa section est, à partir de la rue de l'Île-Mabon, bifurquait vers le sud-est pour aboutir en ligne droite place François-II. Lors de la réorganisation du plan de circulation au début des années 2000, la partie ouest de ce segment est supprimé, tandis sa partie orientale est rebaptisée rue des Architectes. Dans le même temps, la rue La Noue Bras de Fer est prolongée vers l'est, au-delà de la nouvelle « place des Érables », par une nouvelle section piétonnière d'environ 70 mètres qui la rend rectiligne, dont la nouvelle configuration est officialisé en 2008. Ce segment est bordé par les bâtiments de l'école nationale supérieure d'architecture (ENSA Nantes), reliés entre eux par une passerelle surplombant la voie.

## Bâtiments remarquables et lieux de mémoire

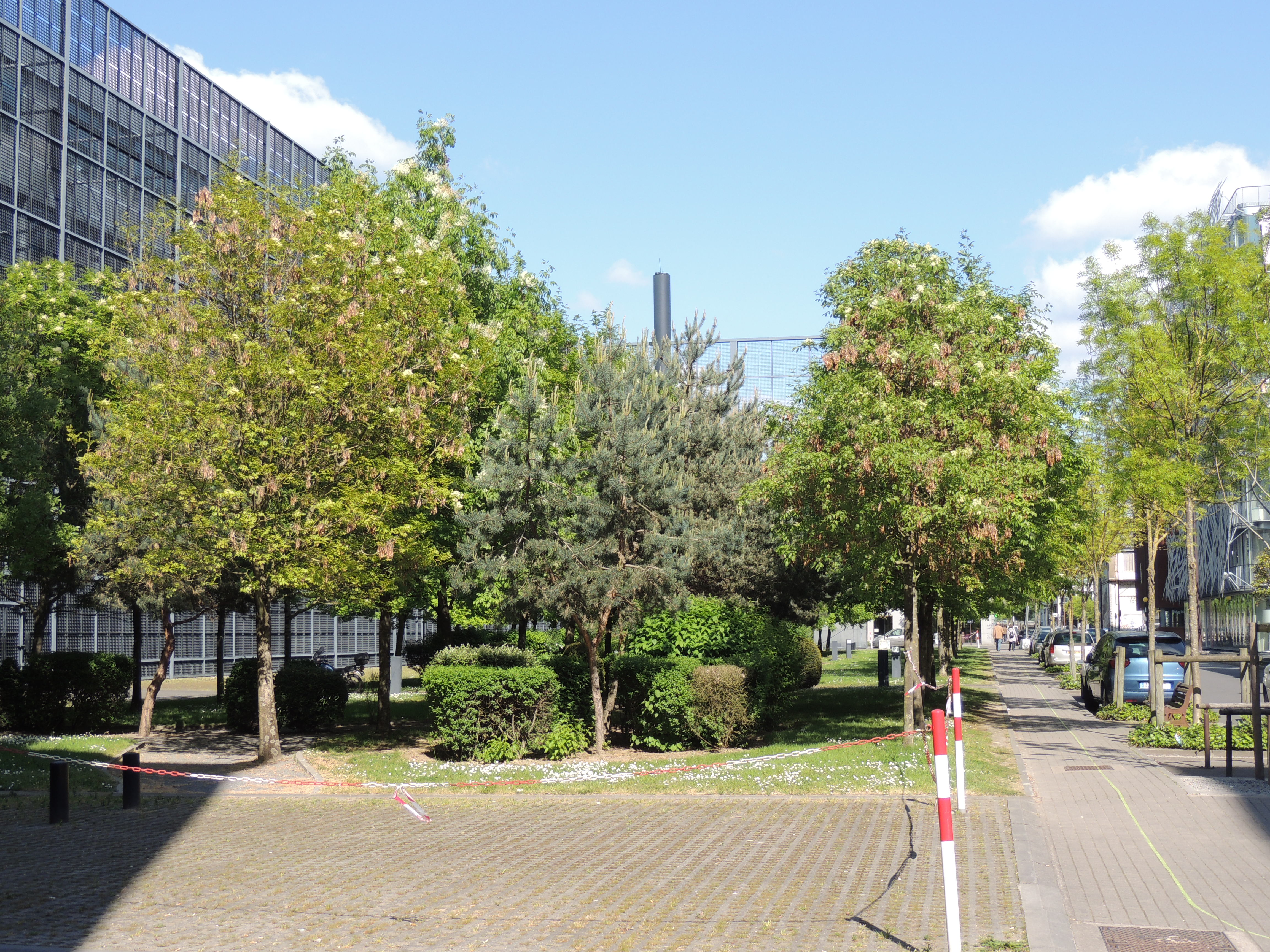
Le jardin du palais de justice

L'extrémité orientale est bordée par les bâtiments de l'école nationale supérieure d'architecture de Nantes, reliés entre eux par une passerelle qui surplombe la rue.
Au no 17 se dresse l'immeuble « l'Île Rouge », dont les parois couleur rouille, en acier Corten, rendent hommage au passé métallurgique de la rue ; le rez-de-chaussée est entièrement vitré, et surmonté de six étages de bureaux. Le bâtiment abrite la « maison régionale de l'architecture des Pays de la Loire ».
Au no 18 se trouve le jardin Mabon, ancienne friche industrielle apparue après la destruction d'un bâtiment d'Alsthom, et transformée en jardin public en 2005. Ce square a la particularité de s'être développé naturellement, et est donc peuplé d'une végétation qui n'a pas été choisie par l'Homme.
Face au jardin Mabon, se trouve l'extrémité nord des halles Alsthom nos 1 bis et 2 bis qui, en cours de réhabilitation, doivent accueillir une aire de restauration de type Food hall (en) (le premier du genre à Nantes), regroupant une dizaine d'échoppes pour environ 400 places, axé sur la promotion des filières gastronomiques et viticoles locales,. Prévu initialement en 2020, son ouverture doit finalement intervenir en 2022.
Juste à côté, au no 19, un édifice a reçu l'appellation d'« immeuble Manny », du nom du personnage fictif de la série de films d'animation L'Âge de glace, le mammouth Manny, en raison de la ressemblance entre le pelage de celui-ci et l'apparence de la structure superficielle des étages du bâtiments, qui est constituée d'un entrelacement de lames d'aluminium ondulées.
Côté pair, entre les rues Arthur-III et Olympe-de-Gouges, se dresse le palais de justice dû à l'architecte Jean Nouvel. La rue longe la partie sud du bâtiment, construit en 2000, qui est bordé à cet endroit par un jardin urbain qui adoucit l'aspect austère de l'ouvrage.
De l'autre côté de la rue, au no 25, la « maison de l'Avocat » fait face au palais de justice. Il s'agit d'un ancien atelier Alsthom, un cube de 20 mètres de côté. Une grande verrière a remplacé l'immense porte d'entrée. L'ossature de charpentes métalliques est recouverte de polycarbonate translucide. Outre l'accueil des avocats, l'édifice fait également fonction de crèche, d'amphithéâtre et de lieu d'exposition.
L'immeuble « Ehundura » (mot signifiant peau en basque), situé au no 27, présente une multitude d'ouvertures carrées de dimensions différentes. Un très grand hall d'entrée mène, par des coursives, à des étages de bureaux, et à un restaurant panoramique.
Au no 32, dans la cour du bâtiment siège de la société de promotion immobilière et de BTP Aethica, l'artiste Lilian Bourgeat a installé en juin 2013 son Mètre à ruban, une œuvre de grande dimension (la 29e réalisée dans le cadre d'Estuaire), réplique à grande échelle d'un mètre à ruban, instrument lié à l'activité du groupe hôte,.
L'extrémité ouest de la rue est bordée par le côté sud du blockhaus DY10, construit par l'armée allemande lors de la Seconde Guerre mondiale.

### Événements notables
- Le dessinateur et affichiste Jules Grandjouan y est né le 22 décembre 1875[17].
- La rue a servi de décor pour des scènes du film La Gueule du loup de Michel Léviant (1981)[18].

## Voies secondaires

### Rue Sourdéac
Voie privée jusqu'à la fin 1689, propriété de MM. Voruz, Langlois et autres, elle fut ensuite cédée à la Ville. Elle relie la rue La Noue-Bras-de-Fer à la rue Julien-Videment et rencontre l'allée Assia-Djebar.

### Allée Andrée-Putman
Cette voie créée dans le cadre du projet immobilier Cos'yle, rend hommage à l'architecte d'intérieur et designer française Andrée Putman.

### Place des Érables
Cette petite place, dont le nom fut attribué par délibération du Conseil municipal du 5 décembre 2008, en raison du fait qu'elle fut plantée d'érables dès sa création, présente au sud un plan biseauté. Son côté oriental est longé par l'ENSA Nantes. Au sud se trouvent les bâtiments de la « Direction Technique du Courrier » (DTC) de La Poste.
Durant l'été 2017, la place fait l'objet d'un réaménagement qui permet d'étendre son emprise végétalisée établit sur plusieurs niveaux jusqu'au pied de la façade de l'école d'architecture en supprimant la voie de circulation qui longeait jusqu'alors cette dernière, la voie bordant à l'ouest le nouvel immeuble #UNIK passant en double sens. Débouchant sur ce même côté, un cheminement piétonnier relie la place à la rue de l'Île-Mabon, dans le prolongement du mail du Front-Populaire.

### Rue des Architectes
Ancienne section de la rue La Noue-Bras-de-Fer reliant la place des Érables à la place François-II, son nom lui fut attribué par délibération du Conseil municipal du 5 décembre 2008 en référence à l'école d'architecture qui la borde sur son côté nord. Le côté sud est occupé par la « Direction technique du courrier » (DTC) de La Poste occupant eux-mêmes les locaux administratifs de l'ancienne biscuiterie BN. Le 3 février 2017, une nouvelle délibération décide d'élargir cette appellation à la nouvelle voie piétonne rejoignant la place des Érables à la rue de l'Île-Mabon.

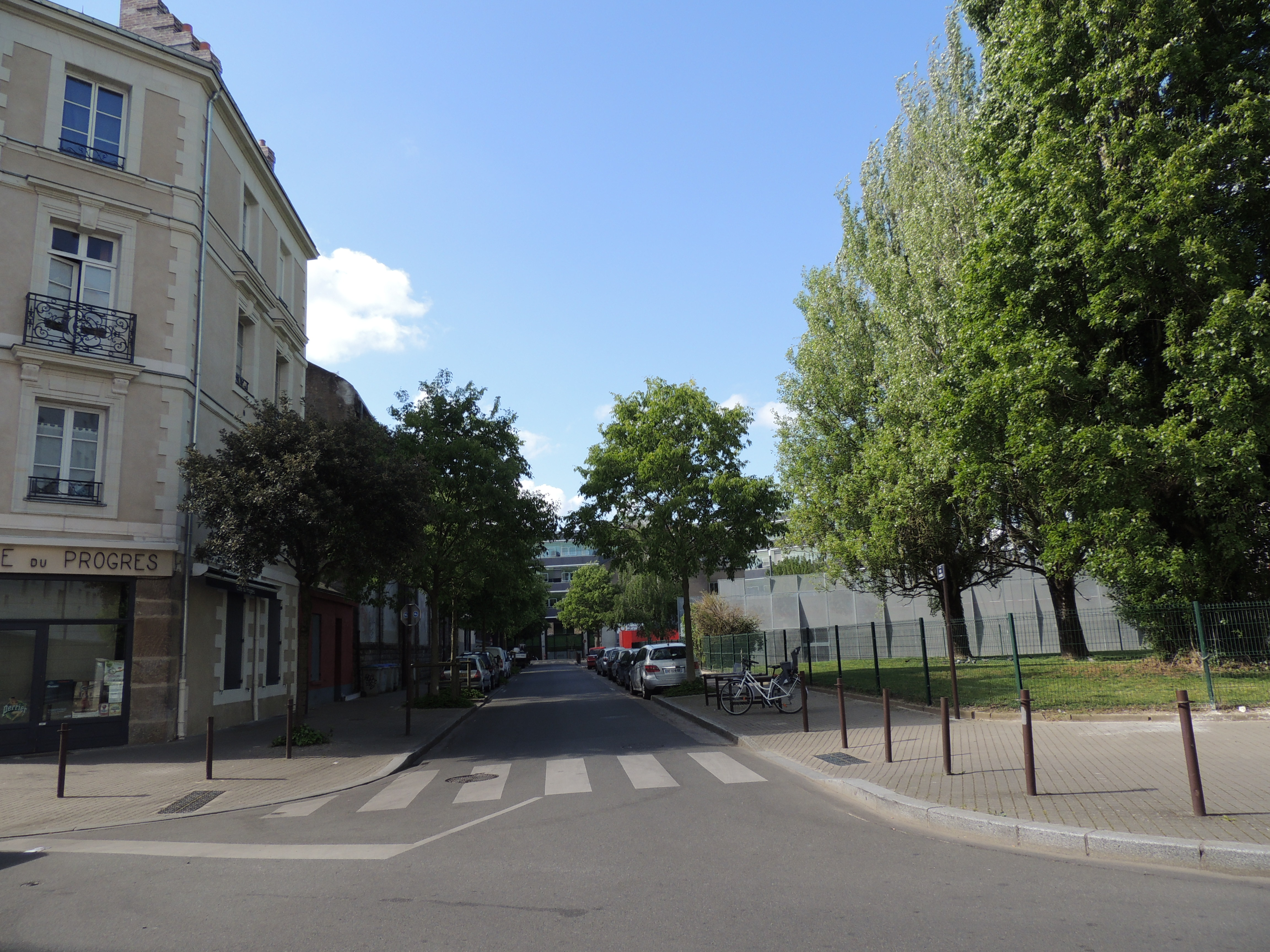
La rue Sourdéac vue depuis la rue La Noue-Bras-de-Fer.
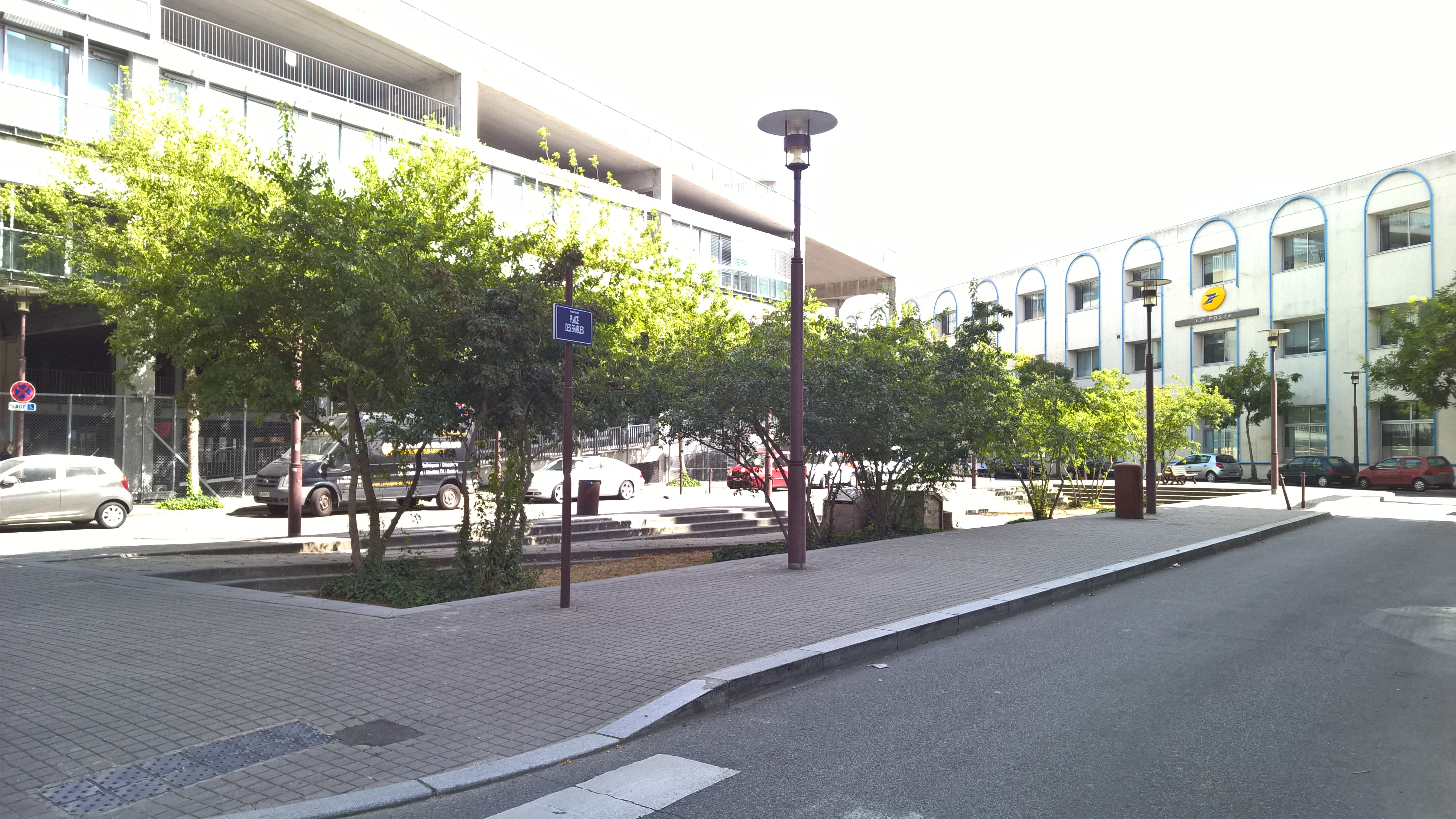
Place des Érables.
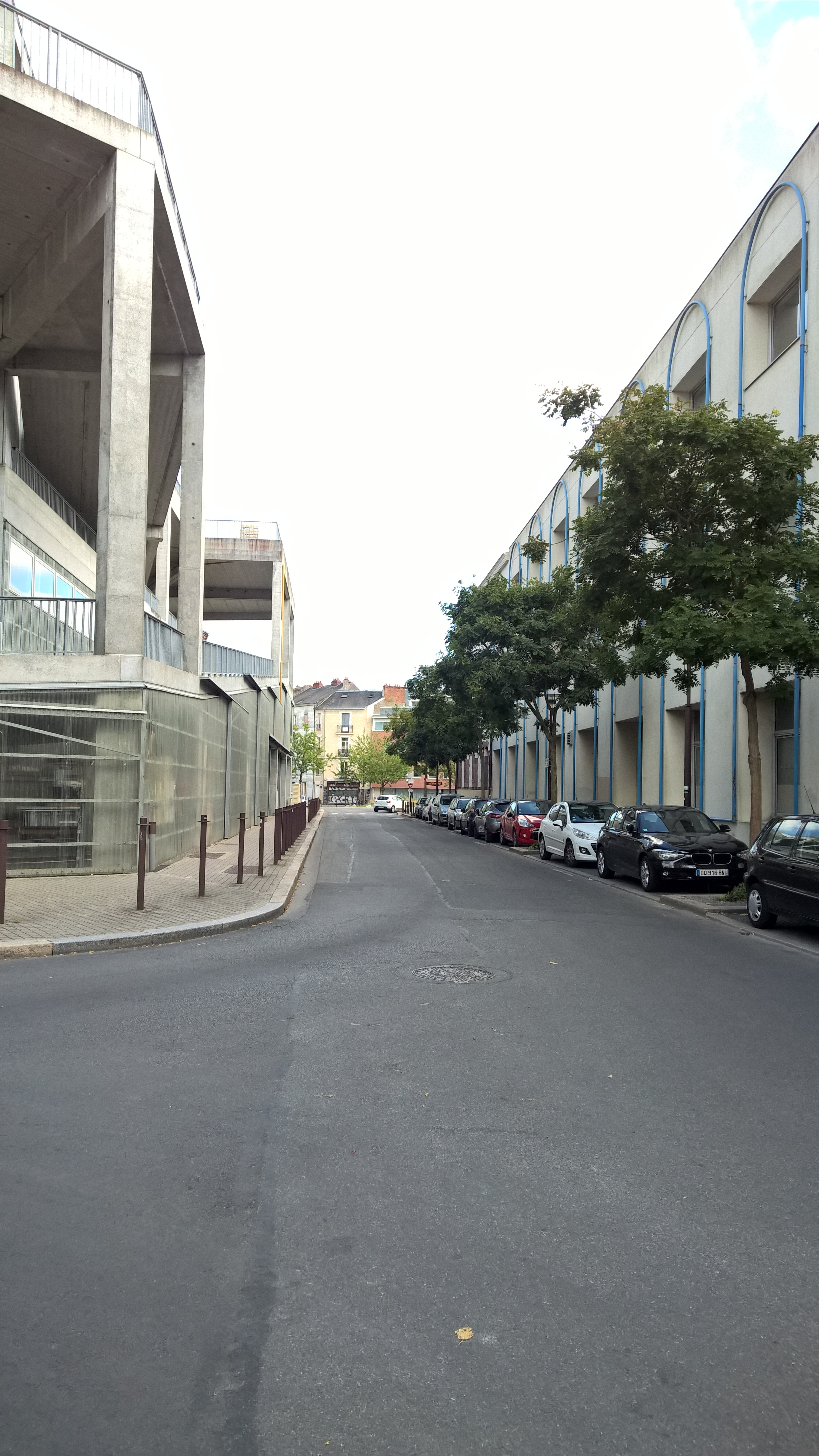
Rue des Architectes.

### Coordonnées des lieux mentionnés
1. ↑  Rue Sourdéac : 47° 12′ 26″ N, 1° 33′ 50″ O
2. ↑  Allée Andrée-Putman : 47° 12′ 26″ N, 1° 33′ 47″ O
3. ↑  Place des Érables : 47° 12′ 25″ N, 1° 33′ 29″ O
4. ↑  Rue des Architectes : 47° 12′ 25″ N, 1° 33′ 29″ O